# Musakondli, Gubbi
Musakondli là một làng thuộc tehsil Gubbi, huyện Tumkur, bang Karnataka, Ấn Độ.